# 安格尔博物馆

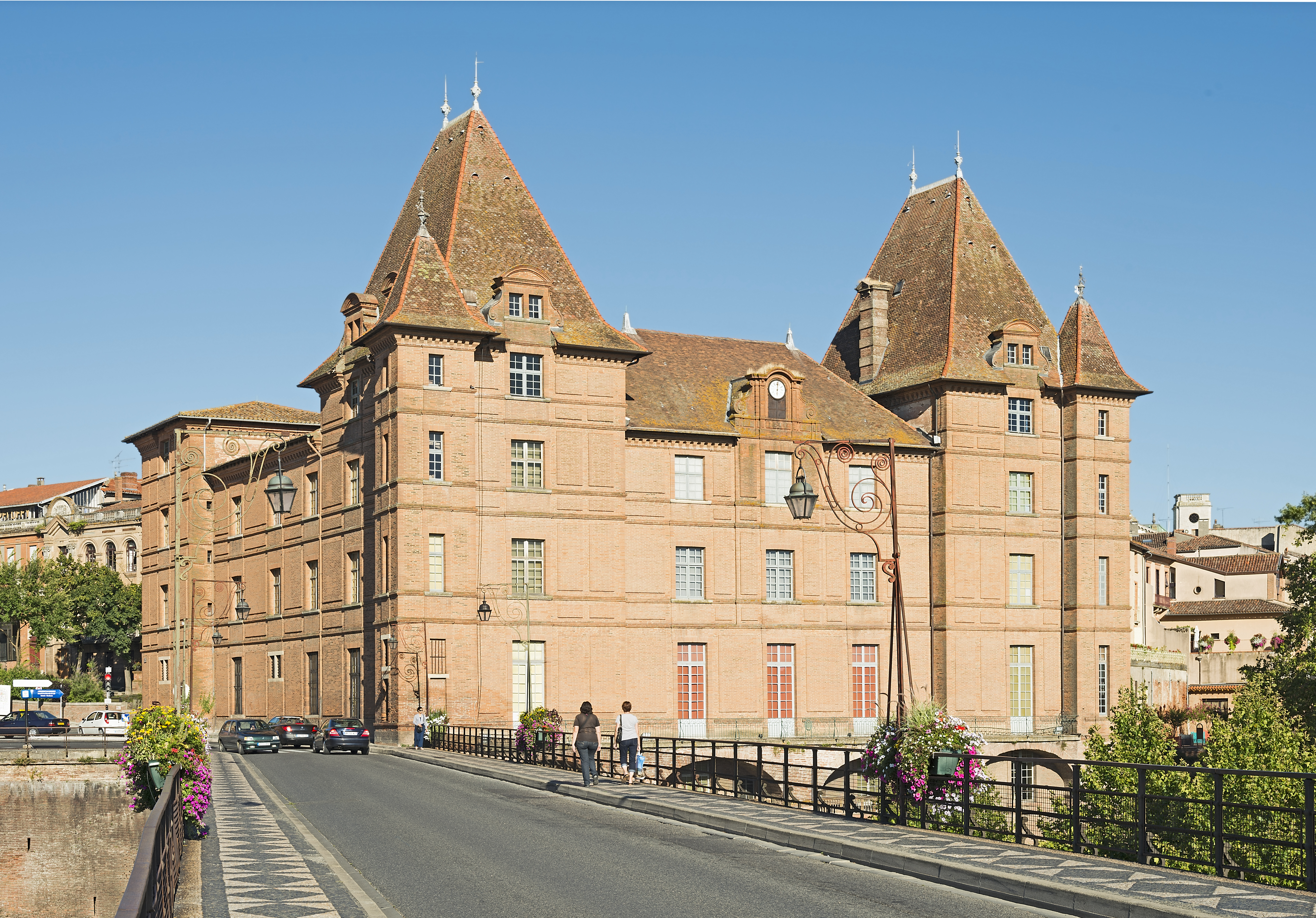

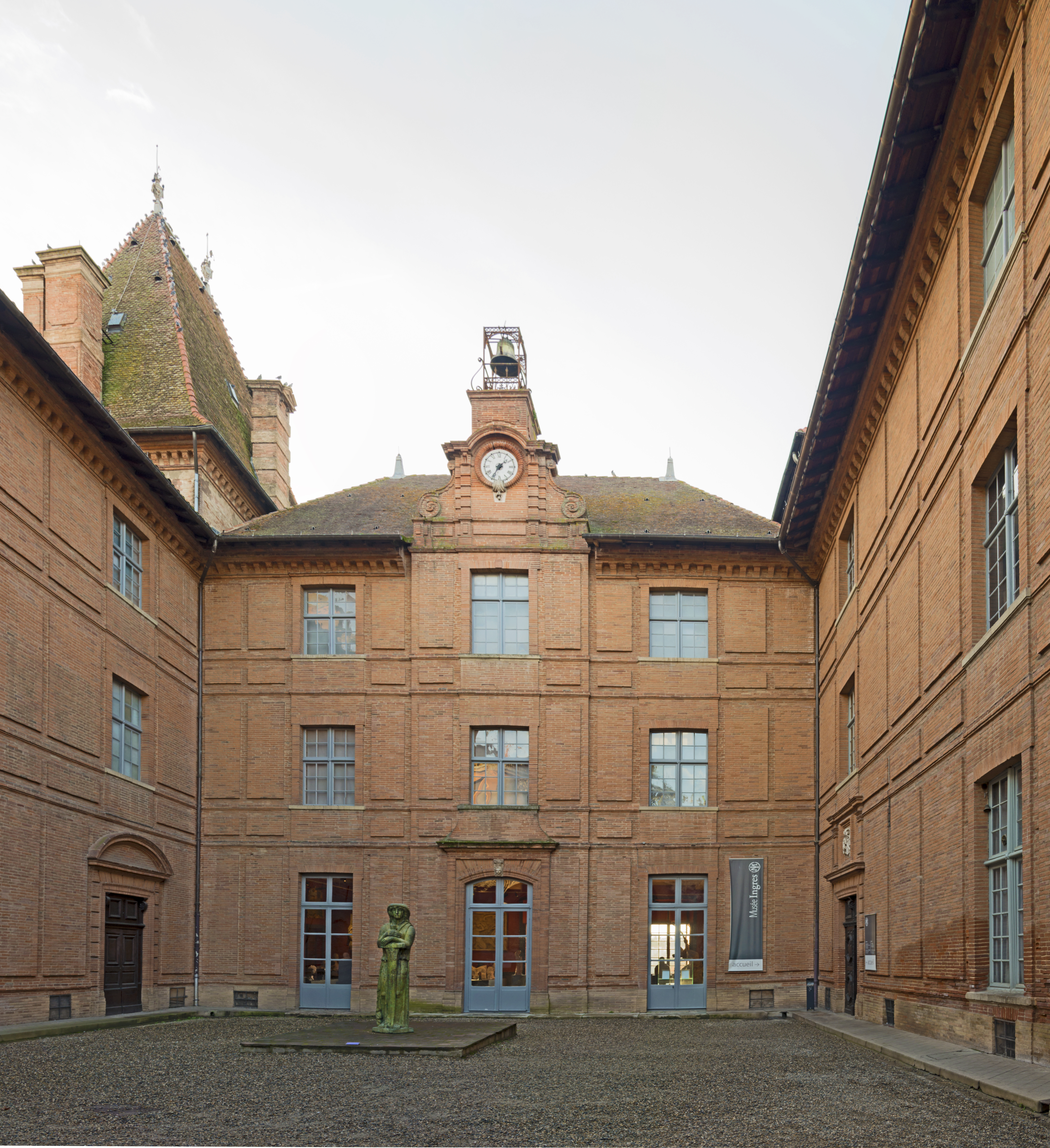

安格尔博物馆（法语：Musée Ingres）是一座艺术博物馆，位于法国西南部奥克西塔尼大区塔恩-加龙省蒙托邦市政厅街19号，收藏与让·奥古斯特·多米尼克·安格尔有关的艺术品和文物，以及另一位著名的蒙托邦人安托万·布德尔的作品。
1851年，71岁的安格尔将他的部分藏品，包括复制品、学生作品和希腊花瓶，作为礼物送给他出生的城市。安格尔房间于1854年落成。1867年1月，安格尔的去世使该系列的收藏有了可观的丰富性，增加了作品，特别是数千幅图作。
该博物馆位于一座曾经作为蒙托邦主教官邸的建筑内。该建筑主要为17世纪，但有些部分要古老得多，尤其是被称为黑太子大厅（Salle du Prince Noir）的地下密室。在第二次世界大战期间，安格尔博物馆曾作为蒙娜丽莎的临时储存地之一，在战争开始时从卢浮宫撤离至此。

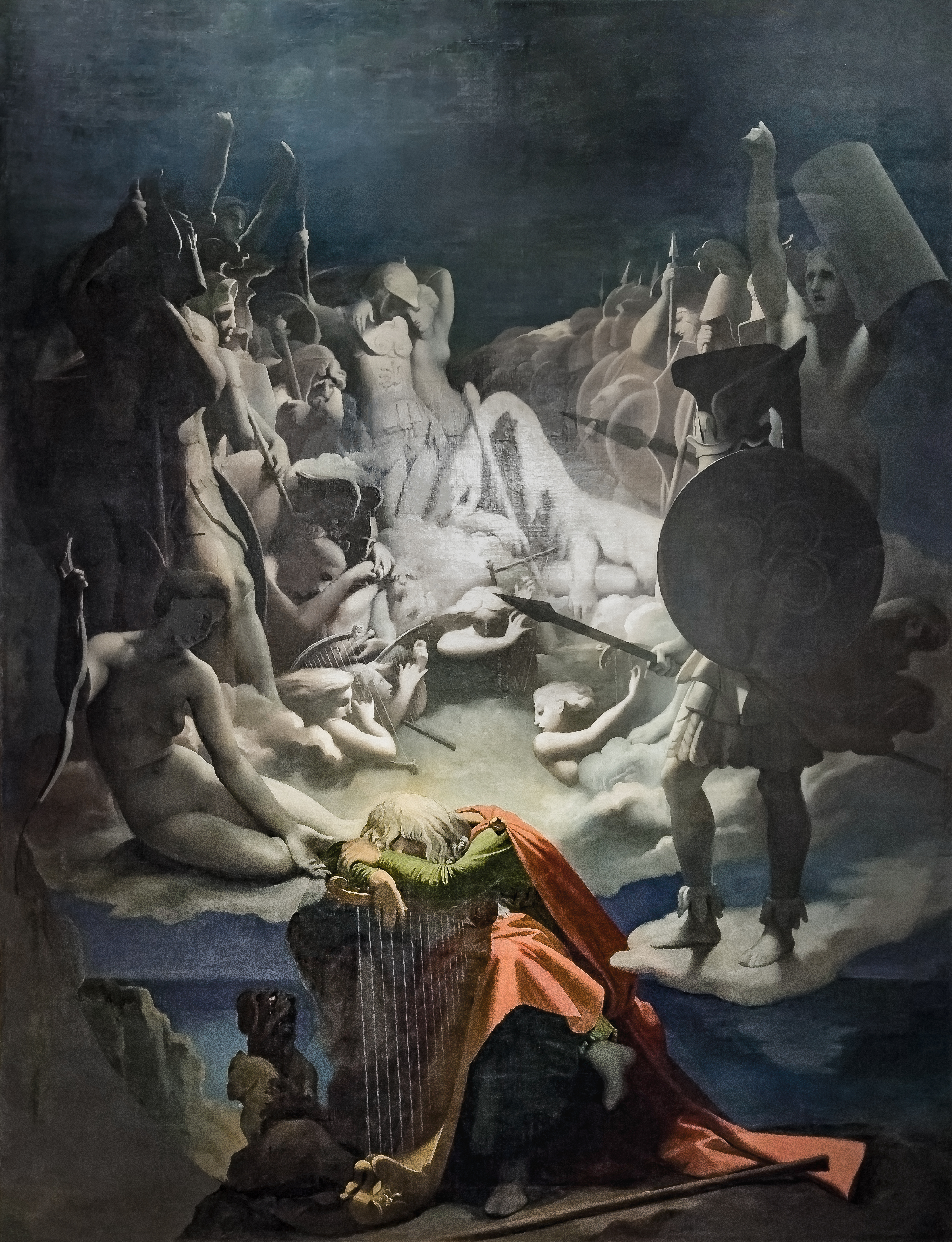
安格尔 – The Dream of Ossian
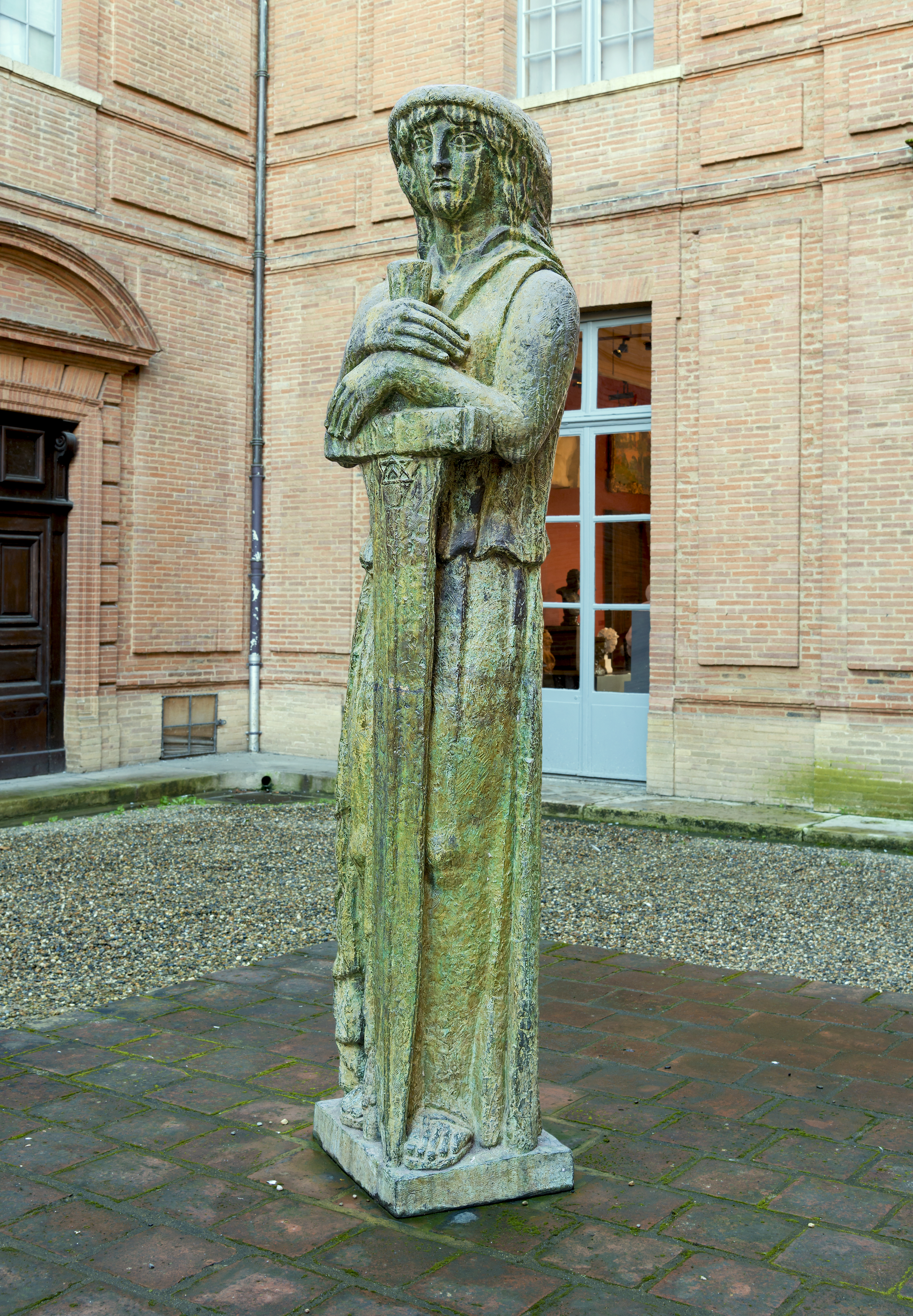
布德尔 – Victory of Hartmannwillerkopf
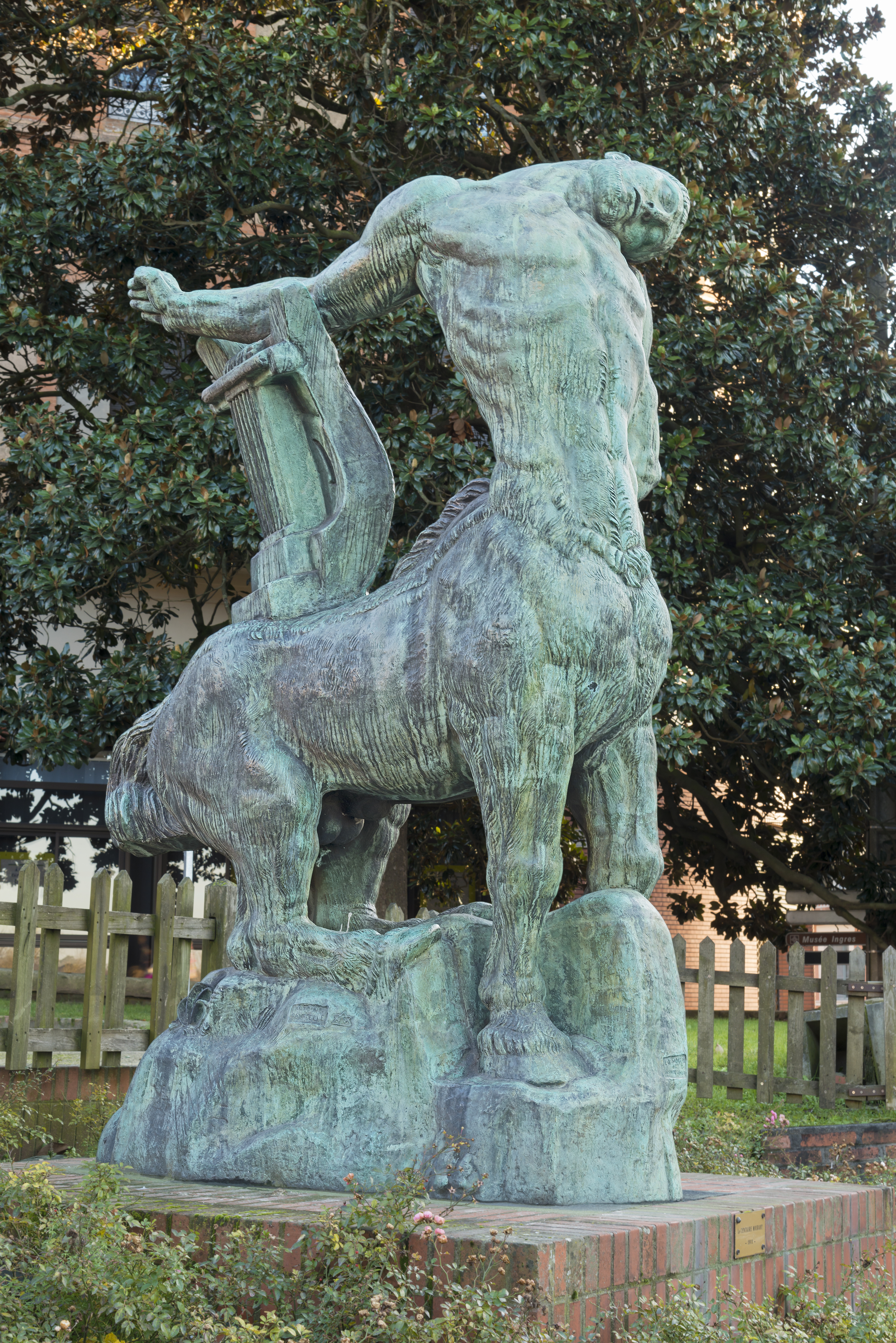
布德尔 – La mort du dernier centaure